# Pannar Seed
Pannar Seed ist ein afrikanisches Agrarunternehmen mit Hauptsitz in Greytown, Südafrika. Es entwickelt in erster Linie verbessertes Saatgut für Mais sowie Sonnenblumen, Sojabohnen, Sorghum, Gartenbohnen, Weizen und verschiedene Weidegräser.

## Geschichte
Pannar Seed wurde 1958 in Greytown (Provinz Natal) gegründet. 1960 begann Pannar Seed mit der Entwicklung von Maishybridsaatgut, welches speziell für südafrikanische Landwirte bestimmt war. Einige Jahre später war Pannar das erste privatwirtschaftliche Unternehmen in Südafrika, das einen Maishybrid auf den Markt brachte. In den weiteren Jahrzehnten etablierte sich Pannar auch in der Region sowie außerhalb Afrikas.
Im Herbst 2010 versuchte Pioneer Hi-Bred, ein Tochterunternehmen von DuPont, den Mehrheitsanteil an Pannar zu erwerben.  Die Fusion wurde von den südafrikanischen Kartellbehörden verboten, da sie eine zu hohe Marktkonzentration mit sich bringen würde. Auch die NGO African Centre for Biosafety kritisierte, dass durch die Übernahme der südafrikanische Saatgut-Markt zum größten Teil von nur zwei Unternehmen kontrolliert würde. 2012 wurde die Übernahme von der Kartellbehörde freigegeben, 2013 wurde die Übernahme durch Pioneer dann abgeschlossen.
Pannar war beim Zeitpunkt der Übernahme das größte südafrikanische Saatgut-Unternehmen und verkaufte in neun afrikanische Länder. Pannar hatte 2014 bei Getreidesaatgut in Südafrika einen Marktanteil von etwa 40 %. 2015 ernannte das Unternehmen Temba Nkatazo zum Landesmanager von Simbabwe, nachdem Pioneer HI-Bred (Zimbabwe) und Pannar Seed Zimbabwe als DuPont Zimbabwe zusammengelegt wurden. Die Marke Pannar wurde beibehalten. Seit 2017 verkauft das Unternehmen auch in Kenia Saatgut über eine Vertriebsgesellschaft.
Einer Klage von 2011 wurde 2023 stattgegeben, und Pannar musste eine Strafe von Sh 139 Millionen zahlen. Das Unternehmen wurde verklagt, da ein Saatgut nicht so schnell wie versprochen erntereif wurde. Dadurch mussten die Bauern weitere Aussaaten verschieben, was zu weiteren Ernteausfällen und Verlusten führte.

## Sponsoring
Pannar Seed ist Partner der Khwezi Radiostation in KwaZulu. Die Radiostation sendet eine Sendung über Agrikultur, Saatgut und verwandte Themen, die in Partnerschaft mit Pannar produziert und von dem Unternehmen gesponsert wird. 2019 hatte das Unternehmen auch das Winter-Mais-Ernte-Event der Zambia National Farmers Union gesponsert. Pannar ist Sponsor des AIDS Zentrum in Umvoti und war 2014 Sponsors des Mzuzu University Football Club.

## Forschung
Pannar Seed unterhält fünf Forschungsstationen auf insgesamt 400 Hektar in mehreren Ländern des südlichen Afrika sowie vier im Weizengürtel der USA und eine in Argentinien. Zusätzlich zu konventioneller Pflanzenzüchtung nutzt Pannar auch biotechnologische Methoden wie Genkarten, Präzisionszucht und Grüne Gentechnik. Nach der Übernahme durch Pioneer kündigte Pannar an, vor allem bei der Forschung stark mit Pioneer zusammenarbeiten zu wollen.

## Belege
1. 1 2  About. Kurzdarstellung des Unternehmens auf www.pannar.com (englisch).
2. 1 2  Foreign Direct Investment In South African Agriculture. University of Pretoria, April 2014, abgerufen am 20. Februar 2024.
3. ↑  The Sunday Mail: DuPont Pioneer and Pannar in US$30 million merger. 22. März 2015, abgerufen am 20. Februar 2024 (britisches Englisch).
4. ↑  American firm to buy South Africa’s Pannar Seed, 4. Oktober 2010
5. ↑  Anonymus: Pioneer Hi-Bred failed to acquire Pannar Seed. Meldung bei AgNews vom 17. Oktober 2011, auf www.news.agropages.com (englisch).
6. ↑  S.Africa to decide on Pioneer, Pannar Seed merger. Reuters, 12. September 2011, abgerufen am 20. Februar 2024.
7. ↑  DuPont übernimmt südafrikanischen Saatguthersteller. Abgerufen am 22. Februar 2024 (englisch).
8. ↑  David Pitt: DuPont wins fight for South African seed company. Abgerufen am 20. Februar 2024 (englisch).
9. ↑  DuPont Pioneer Acquires Majority Stake in South African Seed Company. Abgerufen am 22. Februar 2024 (englisch).
10. ↑  DuPont gains hard-fought majority stake in South Africa seed company. Reuters, 31. Juli 2013, abgerufen am 22. Februar 2024.
11. ↑  Pioneer, Pannar merge. In: The Herald. Abgerufen am 22. Februar 2024 (englisch).
12. ↑  DuPont Pioneer appoints Temba Nkatazo as Country Manager for its seed business in Zimbabwe. Abgerufen am 22. Februar 2024 (englisch).
13. ↑  Collaboration brings Pannar maize varieties to more farmers in Kenya. Abgerufen am 3. März 2024 (englisch).
14. ↑  Gogar Farm's court victory sends shockwaves across seed companies in Kenya. 22. August 2023, abgerufen am 6. März 2024 (englisch).
15. ↑  The interaction between Khwezi community radio, transformative power and social change in KwaZulu Natal, South Africa. University of Witwatersrand, abgerufen am 6. März 2024.
16. ↑  Zambia : President Lungu to launch the Winter Maize Harvest Sinazongwe district of Southern Province. 3. Oktober 2019, abgerufen am 6. März 2024 (britisches Englisch).
17. ↑  Mzuni FC secures Pannar Seed sponsorship. The Nation, 31. Juli 2014, abgerufen am 6. März 2024.
18. ↑  Umvoti Aids Centre generosity Angels. Abgerufen am 6. März 2024 (amerikanisches Englisch).
19. ↑  Annelie Coleman: The Pannar-Pioneer merger explained. 31. Juli 2012, abgerufen am 6. März 2024 (amerikanisches Englisch).